# Sumangala josephinae
Sumangala josephinae är en insektsart som beskrevs av Bernhard Zelazny 1981. Sumangala josephinae ingår i släktet Sumangala och familjen Derbidae. Inga underarter finns listade i Catalogue of Life.